# ActivityPub
ActivityPub é um protocolo de rede social aberto e descentralizado, baseado no protocolo ActivityPump do Pump.io. Ele fornece uma API cliente / servidor para criar, atualizar e excluir conteúdo, bem como uma API federada de servidor para servidor para entrega de notificações e conteúdo.

## Status do projeto
O ActivityPub é um padrão para a Internet no Grupo de Redes da Web Social do World Wide Web Consortium (W3C). Em um estágio anterior, o nome do protocolo era "ActivityPump", mas acreditava-se que o ActivityPub indicava melhor o objetivo de publicação cruzada do protocolo. Ele aprendeu com as experiências com o padrão mais antigo chamado OStatus.
Em janeiro de 2018, o World Wide Web Consortium (W3C) publicou o padrão ActivityPub como uma recomendação. O ex-gerente da comunidade da diáspora Sean Tilley escreveu um artigo que sugere que os protocolos ActivityPub podem eventualmente fornecer uma maneira de federar plataformas da Internet.

## Implementações notáveis

### Protocolo cliente-servidor

#### Implementação do cliente
As seguintes soluções são implementações claras do ActivityPub baseadas em clientes:
- Dokieli um editor do lado do cliente usando o WebAnnotation e ActivityPub.[5]

#### Implementação do servidor
As seguintes soluções são implementações claras do ActivityPub baseadas em servidor:
- O microblog.pub está em desenvolvimento e uma implementação de microblog de usuário único e auto-hospedada para um servidor ActivityPub básico.[7]
- O go-fed implementa o ActivityPub Server-to-Server e Client-to-Server em uma biblioteca Go.[6]